# Chamaecytisus
Chamaecytisus is een geslacht uit de vlinderbloemenfamilie (Fabaceae). De soorten komen voor in Macaronesië, Europa, en van mediterraan Azië tot in Centraal-Azië.

## Soorten
- Chamaecytisus albus (Hacq.) Rothm.
- Chamaecytisus austriacus (L.) Link
- Chamaecytisus banaticus (Griseb. & Schenk) Rothm.
- Chamaecytisus borysthenicus (Gruner) Klásk.
- Chamaecytisus calcareus (Velen.) Kuzmanov
- Chamaecytisus cassius (Boiss.) Rothm.
- Chamaecytisus colchicus (Albov) Port.
- Chamaecytisus danubialis (Velen.) Rothm.
- Chamaecytisus drepanolobus (Boiss.) Rothm.
- Chamaecytisus elongatus (Waldst. & Kit.) Link
- Chamaecytisus eriocarpus (Boiss.) Rothm.
- Chamaecytisus frivaldszkyanus (Degen) Kuzmanov ex Greuter, Burdet & G.Long
- Chamaecytisus heuffelii (Wierzb. ex Griseb. & Schenk) Rothm.
- Chamaecytisus hirsutus (L.) Link
- Chamaecytisus jankae (Velen.) Rothm.
- Chamaecytisus korabensis Pifkó & Barina
- Chamaecytisus kovacevii (Velen.) Rothm.
- Chamaecytisus kreczetoviczii (E.D.Wissjul.) Holub
- Chamaecytisus leiocarpus (A.Kern.) Rothm.
- Chamaecytisus lindemannii (Krecz.) Klásk.
- Chamaecytisus litwinowii (Krecz.) Klásk.
- Chamaecytisus mollis (Cav.) Greuter & Burdet
- Chamaecytisus nejceffii (Urum.) Rothm.
- Chamaecytisus paczoskii (Krecz.) Klásk.
- Chamaecytisus pineticola Ivchenko
- Chamaecytisus podolicus (Blocki) Klásk.
- Chamaecytisus ponomarjovii (Seredin) Czerep.
- Chamaecytisus prolifer (L.f.) Link
- Chamaecytisus pseudojankae Pifkó & Barina
- Chamaecytisus pulvinatus (Quézel) Raynaud
- Chamaecytisus purpureus (Scop.) Link
- Chamaecytisus pygmaeus (Willd.) Rothm.
- Chamaecytisus ratisbonensis (Schaeff.) Rothm.
- Chamaecytisus rochelii (Wierzb. ex Griseb. & Schenk) Rothm.
- Chamaecytisus ruthenicus (Fisch. ex Wol.) Klásk.
- Chamaecytisus skrobiszewskii (Pacz.) Klásk.
- Chamaecytisus spinescens Rothm.
- Chamaecytisus supinus (L.) Link
- Chamaecytisus tommasinii (Vis.) Rothm.
- Chamaecytisus triflorus (Lam.) Skalická
- Chamaecytisus virescens (Kovács ex Neilr.) Dostál
- Chamaecytisus wulfii (Krecz.) Klásk.
- Chamaecytisus zingeri (Nenukow ex Litv.) Klásk.